# Selkäluoto (ö i Satakunta, Björneborg, lat 61,55, long 21,71)
Selkäluoto är en ö i Finland. Den ligger i vattendraget Kumo älv och i kommunen Björneborg i den ekonomiska regionen  Björneborgs ekonomiska region  och landskapet Satakunta, i den sydvästra delen av landet, 230 km nordväst om huvudstaden Helsingfors. Öns area är 1,4 hektar och dess största längd är 380 meter i nord-sydlig riktning.